# Eupithecia niphadophilata
Eupithecia niphadophilata är en fjärilsart som beskrevs av Dyar 1904. Eupithecia niphadophilata ingår i släktet Eupithecia och familjen mätare. Inga underarter finns listade i Catalogue of Life.